# Bierbrouwerij Oijen
De Bierbrouwerij Oijen is een brouwerij bij Oijen in de Nederlandse gemeente Oss.
De brouwerij is een voortzetting van de in 1989 in Oss opgerichte Bierbrouwerij Den Osche Brouwer en werd in 2002 onder de naam Speciaalbierbrouwerij Oijen gevestigd op de huidige plek, in een oude koeienstal langs een winterdijk aan de Maas tussen Oijen en Macharen. De bieren werden voornamelijk in de eigen regio verkocht en droegen veelal lokale namen zoals Oijens Boven Bier, de Vunder van Machurre, Osse Frater en Speltbier uit Ravenstein In 2015 veranderde de naam Speciaalbierbrouwerij Oijen in Bierbrouwerij Oijen. Sinds die tijd bestaat de Brouwerij uit een brouwerij en een restaurant.
De zwaardere bieren zijn het Winterbier "Help Henk de winter door" met een alcoholpercentage van 9% en Kaboem met een alcoholpercentage van 10%. De huidige bierlijn is herkenbaar onder de naam "OIJENS" en kent o.a. Oijens Blond, Oijens Amber, Oijens IPA, Oijens Donker.
Vanaf 2018 produceert de brouwerij in Lith en wordt de oude mestput waar eerst werd gebrouwen nu gebruikt als distilleerderij voor Jan Limoen. (Limoncello, Gin en Kruidenlikeur).